# Doríforo
O Doríforo (em grego δορυφόρος, lit. "lanceiro"), de Policleto, é uma das mais conhecidas esculturas da antiguidade clássica e um dos primeiros exemplos do contrapposto.
Acredita-se que esta estátua seja a ilustração das regras sobre harmonia e proporções do corpo humano estabelecidas por Policleto no seu tratado teórico intitulado Cânone. A obra original — de bronze — está perdida, foram encontradas apenas cópias em mármore realizadas durante o período helenista e na Roma Antiga. A cópia de melhor conservação está exposta no Museu Arqueológico Nacional de Nápoles.
Da análise desta obra derivaram todos os critérios para a identificação de outras obras de Policleto, especialmente considerando uma citação de Varro, que disse o artista ter trabalhado sempre a partir de um mesmo modelo (paene ad exemplum). Todas as cópias do Doríforo apresentam-no com a conformação geral do corpo em essência idêntica, mas em detalhes todas diferem significativamente entre si. Daí que não se pode garantir com exatidão qual teria sido o aspecto da obra original.
Sua figura é a de um jovem atleta nu, no auge de seu vigor, trazendo uma lança sobre o ombro esquerdo. Seu corpo está em equilíbrio dinâmico, exibindo o típico contrapposto. O que parece mais essencial ao Doríforo é o seu equilíbrio postural perfeito. Nele confluem atividade e repouso, tensão e relaxamento, estabelecendo relações dinâmicas entre pares de formas opostas, num elegante jogo de linhas sinuosas que se fortalecem e se anulam simultaneamente, encontrando expressão nas variadas atitudes dos membros, no desvio da linha frontal na cabeça e na curvatura do torso. Ele parece andar mas ao mesmo tempo a impressão de repouso é convincente, sendo uma brilhante ilustração da harmonia, da moderação, do decoro, do autocontrole, da autoconfiança, da beleza, de um princípio ordenador inteligível, tão prezados pelos gregos. Para Christine Havelock, mantendo um pé no ideal e outro no real Policleto conseguiu criar uma ponte efetiva para o entendimento do que pode ser a grandeza humana, e de como essa grandeza pode ser disciplinada e controlada.
Algo que se pôde descobrir do sistema de medidas de Policleto a partir do Doríforo é que ele construía o corpo tendo a cabeça como medida modular para a altura — o Doríforo tem a altura de sete cabeças. Relações numéricas mais detalhadas são impossíveis de precisar, pois as cópias remanescentes variam entre si. Sua anatomia é no conjunto essencialmente correta mas não chega a se demorar em detalhes, e a julgar pelas cópias Policleto antes definia as massas principais, os princípios ideais e gerais da construção, de uma forma sucinta e compacta.